# CS-400
La CS-400 (Carretera Secundària 400) és una carretera de la Xarxa de Carreteres d'Andorra, que comunica La Massana a la CG-4, amb El Pui. També és anomenada Carretera del Pui.
Segons la codificació de carreteres d'Andorra aquesta carretera correspon a una Carretera Secundària, és a dir, aquelles carreteres què comuniquen una Carretera General amb un poble o zona.
Aquesta carretera és d'ús local ja què només l'utilitzen los veïns de les poblacions que recorre.
La carretera té en total 0,3 quilòmetres de recorregut.

## Recorregut[3]
- La Massana (CG-4)
- Església de Sant Mateu del Pui[4][5]
- El Pui

| Tipus de Sortida | Direcció de la sortida         | Carretera que hi enllaça | Qm  |
| ---------------- | ------------------------------ | ------------------------ | --- |
| CS-400           | La Massana                     | CG-4                     | 0   |
|                  | Església de Sant Mateu del Pui |                          | 0,3 |
|                  | El Pui                         | Carrer                   | 0,3 |